# Abantis meneliki
Abantis meneliki là một loài bướm ngày thuộc họ Bướm nhảy. Loài này có ở Ethiopia, Somalia và Djibouti.